# Lăutari
 (mars 2016).
Pour les articles homonymes, voir Lăutari (homonymie).

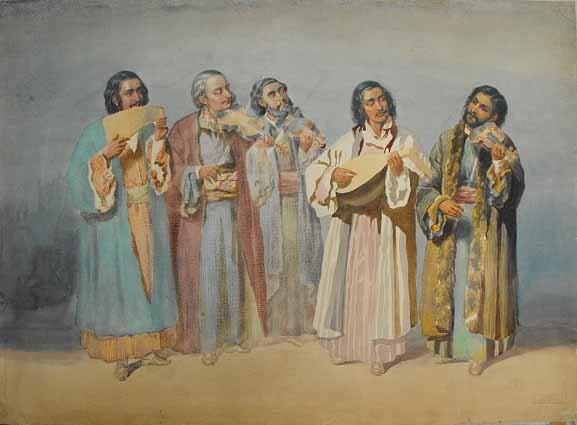
Taraf Ochii-Albi, 1860, par Carol Szathmari.

Les Lăutari ou Leoutars (trouvères, en roumain) sont des musiciens traditionnels de Roumanie et de Moldavie. Leur nom vient de la lăută, une forme de luth. Certains leoutars sont Roms, d'autres non. Ils forment des groupes de quatre à dix musiciens nommés tarafs.
Les lăutari sont des musiciens populaires qui jouent traditionnellement dans toutes les fêtes, mais aussi aux enterrements et dans les restaurants et bars. Souvent les hommes d'une famille élargie jouent ensemble. Les femmes sont surtout des chanteuses : elles sont moins nombreuses.
Depuis la « libération » de 1989, la multiplication des instruments musicaux électroacoustiques a fait perdre leurs sources de revenus à beaucoup de lăutari qui ont du se mettre à jouer sur la voie publique ou s'expatrier. Certains se sont « électronisés » eux-mêmes, se mettant à jouer accompagnés d'un synthétiseur.

## Instruments utilisés

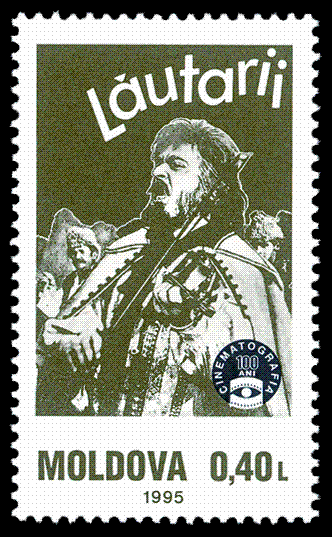
Timbre moldave de 1995 évoquant le film Lăutarii.

En Valachie, les tarafs sont habituellement constitués de : cymbalum, violon, accordéon, contrebasse et batterie.
En Moldavie (roumaine ou indépendante), la formation de choix est la fanfare. Plus récemment, des ensembles amplifiés (appelés orchestre) y ont également fait leur apparition. Les instruments à vent prédominent dans ces derniers, avec une préférence marquée pour le saxophone.
Dans le Maramureș, on parle surtout du ceteraș (le violoniste), étant sous-entendu qu'il est accompagné, en principe d'une zongoră (sorte de guitare en accord ouvert) et d'une dobă (grosse caisse à cymbale).
Dans la plaine de Transylvanie, le violon soliste est accompagné d'un braci et d'une contrebasse, et dans la vallée du Bihor, il est fréquent que le violon à pavillon soit utilisé.
On rencontre également d'autres instruments traditionnels :
- la cobza à cordes,
- le taragot, une sorte de clarinette,
- le naï, la flûte de Pan roumaine.

## Importance dans la culture roumaine et moldave

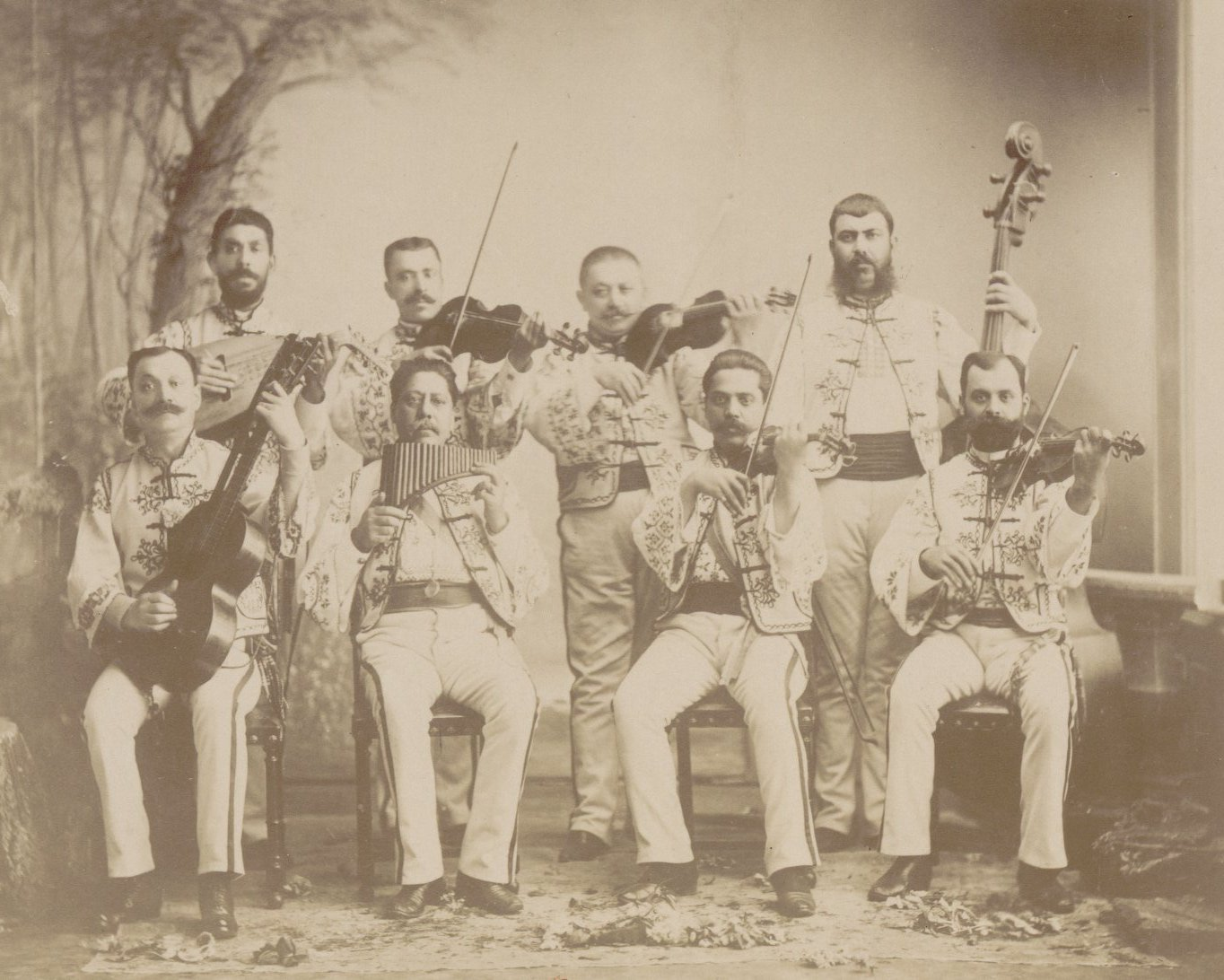
Lăutari de Ionică Dinicu (père de Grigoraş Dinicu). Photo de Nadar.

Les lăutari jouent un rôle important dans la culture roumaine et moldave. Une chaîne de télévision, « Etno TV », leur est consacrée, et beaucoup d'autres programmes passent des clips ; ils sont incontournables dans les occasions spéciales (comme les mariages), mais si les moyens financiers le permettent, on les fait aussi venir pour les fêtes de moindre envergure (les baptêmes, les enterrements, les fêtes d'entreprise, etc.). Les lăutari structurent les mariages paysans par leur musique mais il n'est pas rare qu'ils guident également les rites de la cérémonie. Depuis la fin du XIXe siècle, bien avant les débuts des enregistrements sonores, les lăutari' maintiennent vivants de nombreux genres de la musique roumaine qui n'auraient pas survécu sans eux. La plupart de leurs textes sont en roumain, mais certains sont en romani, la langue des tsiganes.

## Musiciens
- Ion Petre Stoican (1930-1994), violoniste roumain

### Filmographie
- Lăutarii, film d'Emil Loteanu, 1971